# 约翰·格里布
约翰·威廉·格里布（英語：John William Grieb，1879年11月19日—1939年12月10日），美国男子体操运动员。他曾获得1904年夏季奥运会体操比赛男子团体全能金牌和田径比赛三项全能银牌。